# Romulea unifolia
Romulea unifolia är en irisväxtart som beskrevs av M.P.de Vos. Romulea unifolia ingår i släktet Romulea och familjen irisväxter. Inga underarter finns listade i Catalogue of Life.